# 蛇目褐蜆蝶
蛇目褐蜆蝶是褐蜆蝶屬的一種蝴蝶。廣泛分布於中國華南地區、海南、香港，通常見於樹梢和樹葉。翅展近40mm。後翅外域有3條淺色橫紋，中室內有1個褐色細斑，頂角和臀角域各有2個斑。